# نموذج أنغر
نموذج أنغر هو نموذج معياري تجريبي لـطيف طاقة تداخل إشارات الطرف القريب (NEXT)، كما تتم تجربته في أنظمة الاتصالات على زوج من الكابلات المجدولة غير المعزولة (UTP).
وعادة ما يتم تجميع الكابلات المجدولة المزدوجة معًا في رباط حيث تتعرض لتداخل الإشارات. وبناءً على الملاحظات التجريبية، فقد اقترح أنغر  أنه في أسوء الحالات ونسبتها 1% تكون أطياف طاقة تداخل إشارات الطرف القريب تكون {\displaystyle |H_{NEXT}(f)|^{2}}, بسبب وجود جهاز واحد مخالف يمكن ربطه وفقًا للمعادلة

{\displaystyle 10\log(|H_{NEXT}(f)|^{2})={\begin{cases}-66+6\log(f)dB&amp;f<20KHz\\-50.5+15\log(f)dB&amp;f>=20KHz\end{cases}}}
بينما يعود طيف طاقة تداخل إشارات الطرف القريب إلى 49 جهازًا مخالفًا (ذات رباط كامل) يمكن ربطه وفقًا للمعادلة

{\displaystyle 10\log(|H_{NEXT}(f)|^{2})={\begin{cases}59.2-+4\log(f)dB&amp;f<20KHz\\42.2-+14\log(f)dB&amp;f>=20KHz\end{cases}}}